# Vogelfreiheit
Das Wort vogelfrei oder auch wolfsfrei bezeichnet eine Person, über die die Strafe der Acht (Ächtung) verhängt worden ist. Diese negative Bedeutung setzte im 16. Jahrhundert ein. Sie hat sich später über die Barockdichtung und die Erklärung in Jacob Grimms Deutscher Grammatik (1819) allgemein durchgesetzt. Ein bekannter „Vogelfreier“ war Martin Luther.

## Früher und heute

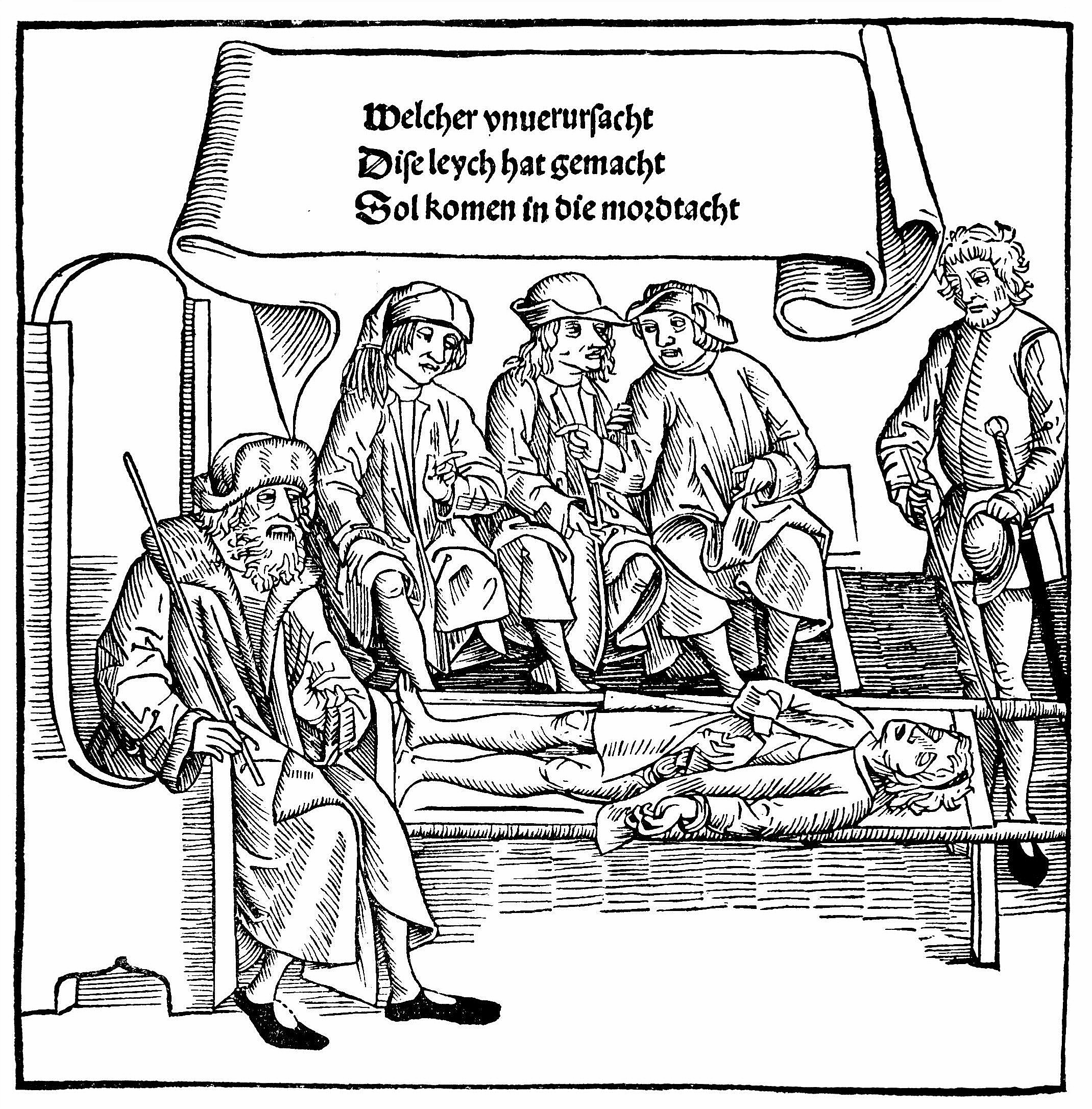
Der Richter und die Schöffen verhängen die Mordacht. Holzschnitt aus der Bamberger Halsgerichtsordnung (1507)

Ursprünglich bedeutete das Wort „vogelfrei“ lediglich „frei wie ein Vogel, ungebunden“. So wird das Wort in den älteren Quellen verwendet. Auch Luther und Zwingli verwendeten das Wort noch in seiner ursprünglichen Bedeutung.
Viel später kam es zu der Verknüpfung mit der Ächtung. Sie ergab sich aus den Formeln:

„als du mit urteil u. recht zu der mordacht erteilt worden bist, also nim ich dein leib u. gut aus dem fride und thu sie in den unfrid und künde dich erlös u. rechtlos und künde dich den vögeln frei in den lüften und den tieren in dem wald und den vischen in dem waßer und solt auf keiner straßen noch in keiner mundtat, die keiser oder künig gefreiet haben, nindert fride noch geleit haben; …“

und

„sein leib soll frei und erlaubt sein allen leuten und thieren, den vögeln in den lüften, den vischen im waßer, so daß niemand gegen ihn einen frevel begehen kann, dessen er büßen dürfe“

Die Ächtung wurde in ein Achtbuch eingetragen. Folge war beispielsweise, dass der verurteilten Person keine Behausung gewährt wurde. Nach dem Tode wurde die Leiche nicht bestattet, sondern den Vögeln und Wölfen zum Fraß überlassen.
Nach heutiger Auffassung ist dort nicht die Ursache für die Verbreitung der pejorativen Bedeutung zu suchen, sondern in der Sprache der Landsknechte und Soldaten dieser Zeit. Dafür spricht auch das in diesem Zusammenhang auftretende Lehnwort „Preis“ (italienisch presa, französisch prise), hier gleichbedeutend mit dem Wort „Beute“. Landschädliche Leute werden „preis gegeben und vogelfrey“ erklärt.